# NGC 290
NGC 290は、きょしちょう座の方角にある散開星団である。1826年9月5日にスコットランドの天文学者ジェームズ・ダンロップが発見した。小マゼラン雲内の太陽から約20万光年の距離にある。年齢は30-63百万歳と推定され、幅は約65光年である。